# Chocianowiec
Chocianowiec (niem. Groß Kotzenau) – wieś w Polsce położona w województwie dolnośląskim, w powiecie polkowickim, w gminie Chocianów.

## Podział administracyjny
| SIMC    | Nazwa     | Rodzaj     |
| ------- | --------- | ---------- |
| 0990712 | Duninów   | przysiółek |
| 0363116 | Gąsienice | przysiółek |
| 1004827 | Kątno     | część wsi  |
| 1064226 | Kłośno    | przysiółek |
| 0363122 | Zagórze   | przysiółek |

W latach 1945–1954 siedziba gminy Chocianowiec. W latach 1954–1959 wieś należała i była siedzibą władz gromady Chocianowiec, po jej zniesieniu w gromadzie Trzebnice. W latach 1975–1998 miejscowość administracyjnie należała do województwa legnickiego.

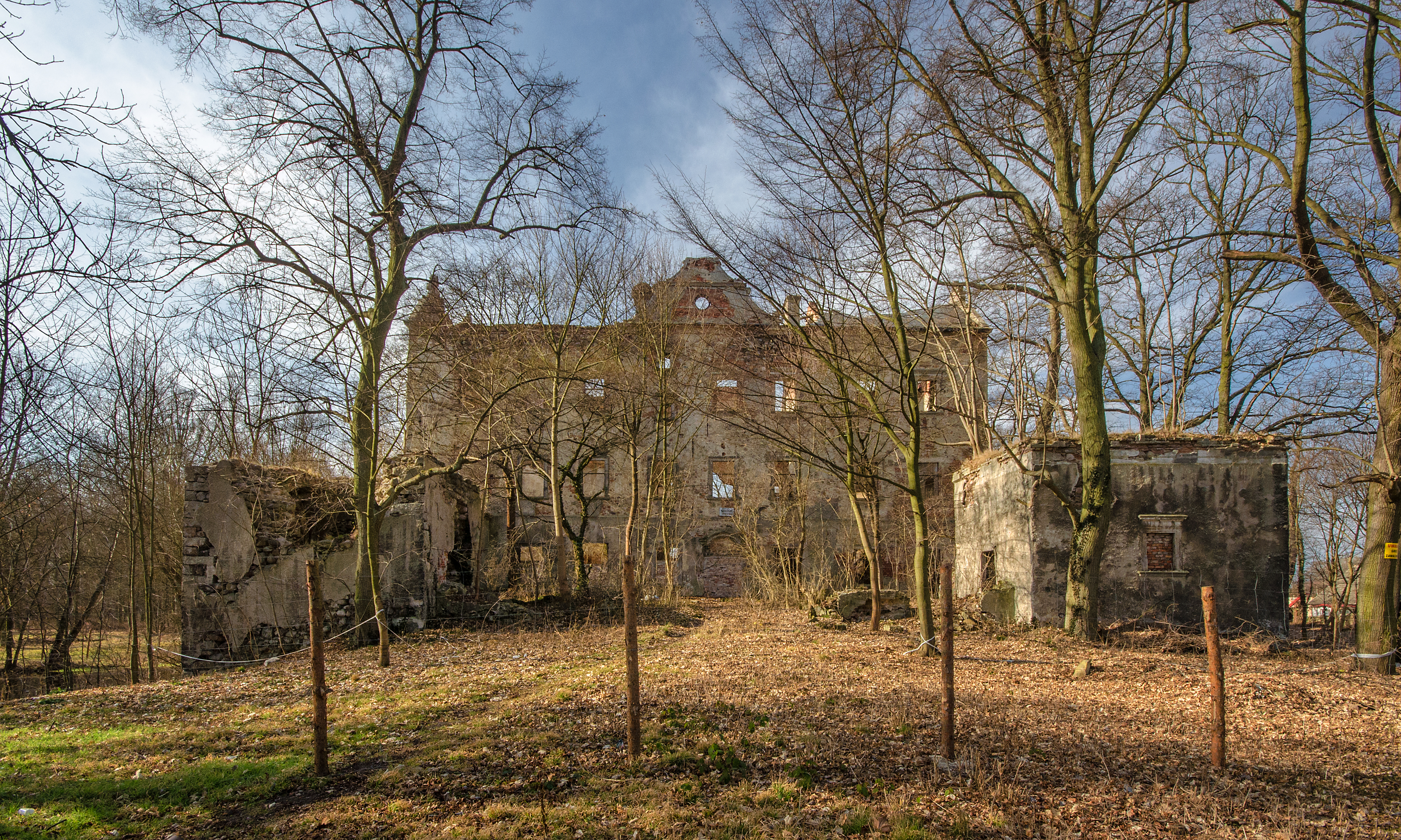
Pałac w Chocianowcu

## Historia
Istnienie wsi zostało potwierdzone w 1286, ale niewielki zamek o charakterze strażnicy istniał tu prawdopodobnie wcześniej tj. od XII w.

## Stacja kolejowa
W latach 1910–1985 czynna była stacja Chocianowiec (niem. Groß Kotzenau) w kilometrze 23,469 linii Lubin Górniczy – Chocianów.

## Zabytki
Do wojewódzkiego rejestru zabytków wpisane są:
- zespół pałacowy (zamek wodny):
  - zamek-pałac, w ruinie, z drugiej połowy XVI w., XIX w.
  - park krajobrazowy Chocianowiec, z początku XIX w.
- wiatrak, z XVIII w., XIX w.